# Bảo tàng Trường đại học Jagiellonian
Collegium Maius (tiếng Latin nghĩa là "Great College") nằm ở Phố cổ Kraków, Ba Lan, là tòa nhà lâu đời nhất của Đại học Jagiellonia, có từ thế kỷ 14. Nó nằm ở trong góc của Phố Jagiellon và Phố St. Anne gần Quảng trường chính của trung tâm thành phố lịch sử. Collegium Maius là một địa điểm của Bảo tàng Đại học Jagiellonia (tiếng Ba Lan: Muzeum Uniwersytetu Jagiellońskiego), một bảo tàng đã đăng ký được thành lập theo sáng kiến của GS. Karol Estre Rich sau khi phục hồi một cách tỉ mỉ từ năm 1949 đến năm 1964, đưa tòa nhà trở lại diện mạo ban đầu từ trước năm 1840.

## Lịch sử
Trường đại học đầu tiên 36 tuổi ở Ba Lan lúc bấy giờ được biết đến với cái tên Akademia krakowska (tiếng Anh: the Krakow Academy), chuyển đến tòa nhà một thời gian vào thế kỷ 14 sau khi vua Władysław II Jagiełło đã mua nó như một khoản trợ cấp giáo dục với số tiền được thừa kế bởi người vợ quá cố của mình, Nữ hoàng Jadwiga.
Collegium Maius được xây dựng lại vào cuối thế kỷ 15 khi một công trình kiến trúc cuối gothic bao quanh một khoảng sân rộng giáp với các cung đường. Năm 1517, một cái giếng được xây ở trung tâm của sân. Các giáo sư sống và làm việc ở tầng trên, trong khi các bài giảng được tổ chức ở tầng dưới.
Vào những năm 1490, trong số các sinh viên Collegium Maius, có Nicolaus Copernicus, nhà thiên văn học và đa thần thời Phục hưng, người đã cách mạng hóa các ý tưởng châu Âu về vũ trụ.

## Ý nghĩa văn hóa
Bảo tàng Collegium Maius mô tả rõ nét các phòng giảng, hội trường chung, khu nhà ở của giáo sư, thư viện và kho bạc chứa các cây trượng Gothic của Hiệu trưởng và quả địa cầu Jagiellonian. Triển lãm cũng bao gồm các công cụ khoa học thời trung cổ, quả địa cầu, tranh vẽ, sưu tầm, đồ nội thất, tiền xu và huy chương.
Hội trường triển lãm và nội thất bên trong Collegium Maius
- Stuba Communis (Phòng tập thể của giáo sư) trong Collegium
- Collegium Maius Hội trường
- Phòng thư viện cũ